# 岡部三郎 (土木工学者)
岡部 三郎（おかべ さぶろう、1892年（明治25年）6月8日 - 1978年（昭和53年）4月18日）は、大正から昭和時代の土木工学者、内務官僚。

## 経歴
福島県に生まれる。1916年（大正5年）東京帝国大学工科大学土木工学科を卒業後内務省に奉職し、1920年（大正9年）まで信濃川の分水工事に従事する。1921年（大正10年）横浜港拡張工事のため横浜土木出張所に赴任したが、工事中に関東大震災に見舞われ、同港の復旧工事に当たった。1924年（大正13年）には大阪市の顧問に転じ、堂島川、土佐堀川、道頓堀川などの可動堰や日本初の沈埋式の安治川河底トンネルの設計に当たった。
1927年（昭和2年）官職を辞し東京市土木局橋梁課長となり、吾妻橋、厩橋、両国橋など多くの橋の修理と架設に当たった。1929年（昭和4年）東京市を辞し、1940年（昭和15年）から1954年（昭和29年）まで講師として東京大学で港湾の講義を担当した。その後、1965年（昭和40年）から1年間、土木学会第53代会長を務めた。ほか、尼崎築港、東京湾埋立（現東亜建設工業）、日本建設業連合会、日本経済団体連合会各役員、運輸省、東京都、横浜市、神戸市などの港湾審議会委員などを歴任した。
長女の夫は星一の次男（星新一の実弟）。

## 栄典
- 1959年（昭和34年） - 藍綬褒章[2]